# Hypoplectrus liberte
Hypoplectrus liberte, danh pháp thông thường là Mero Rayado hoặc cá mú sọc (tiếng Anh: Striped hamlet), là một loài cá biển thuộc chi Hypoplectrus trong họ Cá mú. Loài này được mô tả lần đầu tiên vào năm 2018.

## Từ nguyên
Danh pháp khoa học của loài cá này được đặt theo tên của nơi đầu tiên tìm thấy chúng, vịnh Fort-Liberté.

## Phân bố và môi trường sống
H. liberte có phạm vi phân bố ở vùng biển Tây Bắc Đại Tây Dương. Loài cá này hiện chỉ được tìm thấy duy nhất tại vịnh Fort-Liberté ở đông bắc Haiti. Chúng sống ở những vùng nước nông gần bờ, đáy biển nhiều bùn với các thảm cỏ biển và rạn san hô, rất nhiều bọt biển được tìm thấy ở khu vực này.

## Bị đe dọa
Vịnh Fort-Liberté đang phải đối mặt với nhiều nguy cơ bị đe dọa, và số lượng của H. liberte có thể bị ảnh hưởng theo (ước lượng khoảng vài trăm đến vài nghìn cá thể H. liberte sống trong vịnh này). Mặc dù vịnh Fort-Liberté là một phần của Khu bảo tồn biển Công viên quốc gia Three Bays, một cảng nước sâu lại được đề xuất xây dựng ở đây.

## Mô tả
Mẫu vật có chiều dài cơ thể lớn nhất ở H. liberte với kích thước được ghi nhận là gần 8,8 cm. Thân và đầu (kể cả vây) có màu trắng nhạt. Thân có một sọc đen nổi bật ở ngay chính giữa thân, kéo dài từ sau mắt, dọc theo đường bên và tách thành các đốm đen nằm trên cuống đuôi. Xung quanh mắt có vòng viền màu xanh ánh kim; đầu và thân có các đường sọc màu trắng bạc. Mõm có các đốm màu xanh lam và một đốm màu lam sáng nổi bật trên nắp mang, ngay trên gốc vây ngực. Các vây trong mờ, không có bất kỳ vệt đốm nào, ngoại trừ vây lưng và vây hậu môn có viền màu xanh ánh kim; vây bụng hơi có màu xanh lam.
Số gai ở vây lưng: 10; Số tia vây mềm ở vây lưng: 14; Số gai ở vây hậu môn: 3; Số tia vây mềm ở vây hậu môn: 7; Số gai ở vây bụng: 1; Số tia vây mềm ở vây bụng: 5; Số tia vây mềm ở vây ngực: 13 - 14; Số tia vây mềm ở vây đuôi: 15.